# International Boxing Union (IBU, seit 1996 tätig)
Die International Boxing Union (IBU) ist ein in Atlanta, Georgia, USA, im Jahre 1996 gegründeter Boxverband, der offizielle Kämpfe ausrichtet und die IBU-Weltmeistertitel im Profiboxen verleiht. Im Verhältnis zu den vier großen international anerkannten Verbänden, ist die IBU ein kleiner, unbedeutender Verband. Er ist nicht zu verwechseln mit dem ehemaligen, ebenfalls globalen und unbedeutenden Verband, der 1913 in Gent, Belgien gegründet und 1946 aufgelöst wurde und denselben Namen hatte.

## Bekannte Titelträger
Zu den bisher bekanntesten Titelträgern zählen unter anderem:
- James Toney
- Eddie Chambers
- Shannon Briggs
- Gregorio Vargas
- Gary Balletto